# Задача с много неизвестни
„Задача с много неизвестни“ е български телевизионен игрален филм (семеен, детски, приключенски) от 1977 година на режисьора Лиляна Пенчева, по сценарий на Братя Мормареви. Оператор е Виктор Чичов. Музиката във филма е композирана от Петър Ступел. Художник е Дора Николова. 
Филмът е заснет в град Пловдив.

## Сюжет
Роман-пародия на криминалните книги, в основата на който лежи вечният стремеж на децата към приключения. Един случайно захвърлен край пътя пакет възпламенява фантазията на група десетгодишни малчугани. След серия от приключения из града, в училище и вкъщи, малките детективи стигат до убеждението, че са попаднали на опасен престъпник и решават да го демаскират и предадат на милицията. Те устройват капан, за да съберат доказателства срещу съмнителното лице, но се оказва, че в капан са попаднали те.

## Актьорски състав
| Роля                                    | Изпълнител       |
| учениците:                              |                  |
| --------------------------------------- | ---------------- |
| Досьо                                   | Кирил Балабанов  |
| Евтим-Патри                             | Михаил Милчев    |
| Живко                                   | Тошо Недялков    |
| Соня                                    | Оля Стойчева     |
|                                         | Орлин Цончев     |
|                                         | Антон Пасков     |
|                                         | Илиян Кафадаров  |
| в епизодите:                            |                  |
| пиколото                                | Николай Узунов   |
| чичото                                  | Владимир Николов |
|                                         | Ваня Сивинова    |
| чичото на пиколото и шофьор на трабанта | Николай Узунов   |
|                                         | Таня Тодорова    |
|                                         | Анета Петровска  |
|                                         | Бончо Урумов     |
|                                         | Георги Гърдев    |
|                                         | Любка Петрова    |
|                                         | Мела Футекова    |
|                                         | Ана Челебиева    |
|                                         | Марио Маринов    |
|                                         | Славчо Игнатов   |
|                                         | Валя Пиринска    |
|                                         | Павел Попзлатев  |